# محمد الجنيبي
محمد إسماعيل علي الجنيبي (مواليد 29 مايو 1998) لاعب كرة قدم إماراتي يجيد اللعب في الجناح مع نادي العروبة في دوري الخليج العربي الإماراتي .

## مسيرة اللاعب
لعب في نادي الوحدة ونادي الظفرة ونادي خورفكان ونادي العروبة.

## روابط خارجية
- محمد الجنيبي على موقع Soccerway.com (الإنجليزية)